# 1992
Évszázadok: 19. század – 20. század – 21. század
Évtizedek: 1940-es évek – 1950-es évek – 1960-as évek – 1970-es évek – 1980-as évek – 1990-es évek – 2000-es évek – 2010-es évek – 2020-as évek – 2030-as évek – 2040-es évek
Évek: 1987 – 1988 – 1989 – 1990 –  1991 – 1992 – 1993 – 1994 – 1995 – 1996 – 1997

## Események

### Január
- január 1. – Az egyiptomi Butrosz Butrosz-Gálit választják meg az ENSZ főtitkárává a nyugállományba vonuló Javier Pérez de Cuéllar helyett.
- január 3.
  - Szarajevói (szerb-horvát) tűzszüneti megállapodás.
  - Szabó Zoltán professzor a SOTE Ér- és Szívsebészeti Klinikáján végrehajtja az első magyarországi szívátültetést. A új szívet a 29 éves Schwartz Sándor kapja.[1]
- január 6.
  - Megjelenik a PC World magazin első magyar kiadása.
  - Grúz lázadók megdöntik Zviad Gamszahurdia kormányát.
- január 7–8. – NATO repülőgépek részt vesznek az Európai Közösség humanitárius segélyakciójában, melynek keretében Moszkvába és Szentpétervárra szállítanak segélyeket. (A repülőgépeket a német és kanadai kormány biztosította.)
- január 10. – A boszniai szerbek bejelentik – a már 1991 szeptembere óta több helyütt létrehozott „szerb autonóm körzeteket” egyesítő – „Boszniai Szerb Köztársaság” megalakulását. (A névből később törlik a boszniai jelzőt.)
- január 15. – Az EK-államok – német nyomásra – elismerik Szlovéniát és Horvátországot.
- január 20. – Oroszország aláírja Finnországgal az új barátsági, együttműködési és kölcsönös segítségnyújtási egyezményt, a Szomszédsági Szerződést.[2]
- január 30. – Az ENSZ 15 tagú Biztonsági Tanácsa megtartja első csúcsértekezletét, amelyen részt vesz Borisz Jelcin, az Oroszországi Föderáció elnöke.

### Február
- február 7. – A maastrichti szerződés aláírásával megalakul az Európai Unió.[3]
- február 17. – Moszkva elismeri Szlovéniát és Horvátországot.
- február 21.
  - Manfred Wörner NATO–főtitkár Bukarestben megnyitja az új Euroatlanti Központot.
  - Az ENSZ BT határozatot hoz az ENSZ-Véderő (UNPROFOR) Horvátországba küldéséről.
- február 22–23. – Manfred Wörner NATO–főtitkár Ukrajnába látogat.
- február 24–25. – Manfred Wörner NATO–főtitkár Oroszországba látogat.
- február 26. – A kanadai kormány közli döntését a NATO-val, miszerint 1994-ig 1100 fővel csökkenti az Európában állomásozó csapatainak létszámát, ugyanakkor megerősíti, hogy továbbra is teljesíti más kötelezettségeit a NATO-ban és az integrált katonai szervezetben.
- február 29. – Parlamenti választások első fordulója Bosznia-Hercegovinában.

### Március
- március 1. – Parlamenti választások második fordulója Bosznia-Hercegovinában.
- március 5–6. – Dánia, Észtország, Finnország, Németország, Lettország, Litvánia, Norvégia, Lengyelország, Oroszország és Svédország külügyminiszterei koppenhágai találkozójukon bejelentik a Balti-tengeri Államok Tanácsának megalakítását.
- március 6. – A Michelangelo számítógép-vírus kibocsátása.
- március 13–16. – Manfred Wörner NATO–főtitkár meglátogatja a Balti államokat.
- március 18. – Elvi egyetértés születik Bosznia-Hercegovina kantonizálásáról.

### Április
- április 5. – Jugoszlávia tagállamai Szerbia kivételével megszavazzák függetlenségüket, ezzel megkezdődik a délszláv háború.
- április 6. – Az EK-államok elismerik Bosznia-Hercegovina állami függetlenségét.
- április 7. – Az USA elismeri Szlovéniát, Horvátországot és Bosznia-Hercegovinát.
- április 10. – A NATO Katonai Bizottság megtartja első tanácskozásait a közép- és kelet-európai országok vezérkari főnökeivel.
- április 24. – Pakisztánban aláírták a pesavari megállapodást(wd) ami a mudzsahedek közös kormányalakításának lehetőségét, az első afganisztáni polgárháború(wd) végét jelentette.
- április 25. – A harag napja Budapesten
- április 27. – Szerbia és Montenegró megalakítja az új Jugoszláv Szövetségi Köztársaságot (Kis-Jugoszlávia).
- április 28. – A moszkvai kormányzat elismeri Bosznia-Hercegovinát.
- április 30. – A földközi-tengeri NATO készenléti haditengerészeti erőket a Földközi-tengeri Állandó Haditengerészeti Kötelék (STANAVFORMED) váltja fel.

### Május
- május 5. – A tádzsik polgárháború kitörése.
- május 24. – Megtartják a „Koszovói Köztársaság” első elnök- és parlamenti választásait.
- május 26–27. – A NATO Védelmi Tervező Bizottság és az Atomtervező Csoport ülésén részt vevő védelmi miniszterek megvitatják az EBEÉ békefenntartó tevékenységének támogatását.
- május 30. – Az ENSZ BT gazdasági szankciókat rendel el Kis-Jugoszlávia ellen.

### Június
- június 4. – A NATO tagállamok külügyminiszterei oslói ülésükön bejelentik, hogy készek támogatást nyújtani a békefenntartó tevékenységhez az EBEÉ felelőssége alatt „esetről esetre” alapon. A külügyminiszterek nyilatkozatot adnak ki a volt Jugoszlávia területén és a Hegyi-Karabah körül kialakult válságról is.
- június 5. – Az Észak-atlanti Együttműködési Tanács (NACC) külügyminiszterei oslói tanácskozásukon konzultálnak a regionális kérdésekről és más fontosabb biztonsági témáról. Grúziát és Albániát üdvözlik a NACC tagállamai sorában, Finnország pedig megfigyelővel képviselteti magát.
- június 16. – Megállapodás születik George Bush amerikai és Borisz Jelcin orosz elnök között, miszerint jóval a START szerződésen felül csökkentik a hadászati rakéták atomrobbanófejeinek számát.
- június 19. – A WEU tagállamok külügy- és védelmi miniszterei találkoznak Bonn közelében, Petersbergben, ahol a kiadott nyilatkozatuk tartalmazza a szervezet jövőbeni fejlesztésének irányelveit.
- június 22. – Dél-Erdélyben, a Hunyad megyei Vaskapu-hágóban románok munkagéppel ledöntik Hunyadi János 1442. szeptember 6-án kivívott zajkányi győzelmének utolsó, 1896-ban állított emlékművét. A négyméteres öntöttvas buzogányt 1993-ban az osztrói tóban megtalálják, és a várhelyi múzeumba mentik. Innen 1994-ben ellopják.

### Július
- július 2.
  - Az USA értesíti szövetségeseit, hogy befejezte az atomtüzérségi lőszerek, Lance rakéta robbanófejek és a nukleáris mélységi bombák kivonását Európából, összhangban az 1991. szeptember 27-ei kezdeményezésével. (Ugyancsak eltávolított minden harcászati atomeszközt az amerikai felszíni hajókról és támadó tengeralattjárókról.)
  - Cseh-Szlovákiában Jan Stráský alakít kormányt.
- július 4. – A nem titkos szavazással lebonyolított nigériai parlamenti választásokon csak a katonák által alapított pártok indulhatnak, az új nemzetgyűlés alig rendelkezik jogkörrel.[4]
- július 5. – Mate Boban elnökletével kikiáltják a „Hercegboszniai Horvát Közösséget”.
- július 8. – Beiktatják hivatalába Thomas Klestilt, Ausztria szövetségi elnökét, államfőt.
- július 10.
  - Az EBEÉ Helsinki Csúcstalálkozójának befejeztével az 51 résztvevő állam vezetői jóváhagyják a záródokumentumot („A változás kihívásai”), amelyben egyebek között kérik a NATO-t és más nemzetközi szervezeteket, hogy támogassák az EBEÉ békefenntartó tevékenységét.
  - Az Észak-atlanti Tanács – Helsinkiben megrendezésre kerülő – miniszteri ülésének résztvevői egyetértenek, hogy a NATO a WEU-val összehangolja a földközi-tengeri műveleteit a Szerbia és Montenegró ellen életbe léptetett ENSZ szankciók végrehajtásának ellenőrzése céljából.
  - A Giotto elnevezésű európai űrszonda megközelíti a Grigg-Skjellerup üstököst.[5]
- július 16. – A WEU–tagállamok képviselői Rómában találkoznak Dánia, Görögország, Izland, Írország, Norvégia és Törökország képviselőivel, hogy megvitassák a WEU további bővítését.
- július 16–18. – Manfred Wörner NATO–főtitkár hivatalos látogatást tesz Magyarországon.
- július 17.
  - Megszűnik Csehszlovákia, két új állam születik: Csehország és Szlovákia.
  - Életbe lép az 1990. november 19-én aláírt CFE szerződés.
- július 25. – Megkezdődnek a XXV. nyári olimpiai játékok Barcelonában.
- július 28. – Nápolyban aláírják a NATO–spanyol légvédelmi koordinációs egyezményt.

### Augusztus
- augusztus 16–27. – Floridában és Louisianában 88 halottat követel az Andrew hurrikán.
- augusztus 26–28. – Londonban konferenciát tartanak Jugoszláviáról.

### Szeptember
- szeptember 2. – Az Észak-atlanti Tanács egyetértését fejezi ki azon rendszabályokkal kapcsolatban, amelyek az ENSZ, az EBEÉ és az Európai Közösség erőfeszítéseinek támogatását szolgálják a volt Jugoszlávia területén a béke megteremtésében.
- szeptember 3. – Lelőnek egy mentőakciót végző olasz repülőgépet Bosznia-Hercegovinában, Szarajevótól nyugatra.
- szeptember 12–13. – Az ENSZ megkezdi a nehézfegyverek megfigyelését Bosznia-Hercegovinában.
- szeptember 16.
  - Az Európai Parlament ratifikálja az EK-magyar és az EK-lengyel Európa-Megállapodást (társulási szerződést), s azok parlamenti ratifikálását ajánlja az EK tagországainak.
  - Az angol font árfolyama összeomlik, a brit kormány kénytelen kiléptetni azt az Európai árfolyam-mechanizmusból (ERM) („Fekete szerda”(wd))
- szeptember 25. – Átadják a forgalomnak a Rajna–Majna–Duna-csatornát, amely a világ leghosszabb belvízi útja.

### Október
- október 1. – Az amerikai szenátus ratifikálja a START szerződést.
- október 2. – John Shalikashvili tábornok (SACEUR) felavatja az Európai Szövetséges Főparancsnokság alá tartozó új gyorsreagálású hadtestet (ARRC) a németországi Bielefeldben.
- október 6. – Gömbös Gyula egykori miniszterelnök síremlékének felavatása.
- október 14.
  - A WEU Állandó Tanácsa nagyköveti szintű találkozót szervezett nyolc közép- és kelet-európai ország képviselőivel.
  - Az Észak-atlanti Tanács engedélyezi az AWACS gépek felhasználását az ENSZ által repülési tilalom alá helyezett légtér ellenőrzésére Bosznia-Hercegovina felett.
- október 20–21. – Az Atomtervező Csoportja ülést tart a skóciai Gleneagles-ben. A részt vevő védelmi miniszterek megvitatják, hogy a békefenntartó tevékenységben való részvétel milyen hatással van a közös védelem tervezésére.

### November
- november 1–5. – Manfred Wörner, a NATO főtitkára látogatást tesz Fehéroroszországban, Kazahsztánban és Kirgizisztánban.
- november 3. – Bill Clinton lesz az Amerikai Egyesült Államok 42. elnöke.
- november 5. – Kihirdetik a Regionális vagy Kisebbségi Nyelvek Európai Kartáját, melyet Magyarország a kihirdetésekor aláír.
- november 5. – Bobby Fischer a 30. játszmában, nem hivatalos világbajnoki visszavágón nyert Borisz Szpasszkij ellen (17,5:12,5)
- november 6. – A NATO műveleti parancsnokságot hoz létre Bosznia-Hercegovinában az ENSZ Védelmi Erők részére, amelyhez mintegy 100 főt, felszerelést és kezdeti pénzügyi támogatást bocsát rendelkezésre.
- november 8. – Az első többpárti választásokon Litvániában fölényes győzelmet arat az Algirdas Brazauskas vezette posztkommunista Munkapárt a Vytautas Landsbergis vezette konzervatív párt fölött.
- november 9. – A CFE–szerződés hivatalosan érvénybe lép, miután mind a 29 aláíró állam ratifikálta.
- november 10. – Budapesten tárgyal Borisz Jelcin, megállapodik a magyar vezetőkkel arról, hogy az 1,7 milliárd dollárt kitevő orosz államadósság felét katonai repülőgépek szállításával törlesztik, az Országgyűlésben elmondott beszédében bocsánatot kér a magyar néptől az 1956-os beavatkozás miatt.
- november 12.
  - Rómában letartóztatják Abdullah Öcalant, a Kurdisztáni Munkáspárt vezetőjét.
  - Az Antall-kormány dönt arról, hogy az M4-es metróvonal Kálvin tér–Kelenföld vasútállomás közötti első szakaszára meghívásos eljárást írjanak ki, a beruházás fedezete pedig hitelből legyen biztosítva.
  - Megkezdődik Erich Honecker pere Németországban; a perben Honecker vállalja tettét, de nem érzi magát bűnösnek.
- november 14. – Az SZDSZ küldöttgyűlésén Tölgyessy Péterrel szemben Pető Ivánt választják a párt elnökének.
- november 16. – John Shalikashvili tábornok (SACEUR) ukrajnai látogatása során találkozik Leonyid Kravcsuk elnökkel.
- november 19.
  - Palotás János lesz a Vállalkozók Pártjának elnöke.
  - Bonnban megtalálják Petra Kelly holttestét.
- november 21. – Az egy időben ülésező FKGP Torgyán-párti és Torgyán-ellenes szárnya kölcsönösen kizárják egymást a pártból.
- november 22. – A NATO és a WEU haditengerészeti erői megkezdik az Adriai-tengeren az ENSZ szankciók támogatásaként a szankciók betartatási műveleteit, kiterjesztve az 1992 júliusában megkezdett haditengerészeti megfigyelő műveleteket.
- november 24.
  - Az árvíz egy kivételével elsodorja a dunacsúni duzzasztó zsilipkapuit.
  - Elhagyják a Fülöp-szigeteket az ott tartózkodó amerikai csapatok.
- november 25. – A csehszlovák parlament úgy dönt, hogy 1993. január 1-jével az ország szétválik Csehországra és Szlovákiára.
- november 26. – John Major angol miniszterelnök bejelenti, Erzsébet királynő úgy döntött, hogy fizet személyi jövedelem adót.

### December
- december 4. – A NATO európai védelmi miniszterei úgy határoznak, hogy feloszlatják a Független Európai Programcsoportot (IEPG) és feladatait azonnali hatállyal átadják a WEU-nak.
- december 11. – A NATO Védelmi Tervező Bizottságban részt vevő védelmi miniszterek kijelentik, hogy a NATO–erők és parancsnokságok feladatai közé fel kell venni az ENSZ és az EBEÉ békefenntartó tevékenységeinek támogatását.
- december 15. – Butrosz Butrosz-Gáli ENSZ–főtitkár kéri, hogy a NATO bocsássa rendelkezésre a rendkívüli helyzetekre kidolgozott terveit esetleges katonai műveletek céljára a volt Jugoszláviában, beleértve a repülési tilalom betartatását a Bosznia-Hercegovina fölötti tiltott repülési zónában, a biztonságos területek létrehozását polgári személyek számára Boszniában, valamint azokat a módszereket, amelyek célja, hogy megakadályozzák a konfliktus átterjedését Koszovóra és a volt jugoszláviai Macedón Köztársaságra.
- december 17. – Az Észak-atlanti Tanács miniszteri ülésén a külügyminiszterek bejelentik, hogy a NATO kész támogatni az ENSZ további akcióit a volt Jugoszláviában; egyetértenek abban, hogy erősítik a Szövetségen belül a békefenntartással kapcsolatos koordinációt, és gyakorlati intézkedésekkel fokozzák a Szövetség hozzájárulását ezen a téren.

### Határozatlan dátumú események
- az év folyamán –
  - II. János Pál pápa bocsánatot kér Galilei meghurcolásáért, és posztumusz mentesíti a tudóst a vádak alól.
  - Elnökválasztás Maliban.
  - Pittsburghben Satoru Tōdō, Andreas Tzakis és John Fung professzorok elsőként ültetnek át pávián májat emberbe.[6]

## Az év témái

### 1992 az irodalomban
- William Gibson – Neurománc című science fiction művének magyar kiadása
- Somlyó György – Nem titok (versek), Jelenkor

### 1992 a zenében
- A Blink-182 megalakul.
- Freddie Mercury-emlékkoncert

#### Albumok
- Ace of Base: Happy Nation
- Chris Norman: The Growing Years
- 2 Unlimited: Get Ready!
- The Cure : Wish
- Aradszky László: Aradszky
- Bery: Hé, kölyök!
- Annie Lennox: Diva
- Alannah Myles: Rockinghorse
- Dr. Alban: One Love
- Dolly Roll: Rock & roll-ra hívlak!
- Dream Theater: Images and Words
- Tátrai Band: Kísértés
- AC/DC: Live
- INXS: Welcome to Wherever You Are
- The Beach Boys: Summer in Paradise
- Blind Guardian: Somewhere Far Beyond
- Zámbó Jimmy: Jimmy II:
- Bonanza Banzai: Bonanza Live Banzai / Elmondatott
- Céline Dion: Celine Dion
- Megadeth: Countdown to Extinction
- Bon Jovi: Keep the Faith
- Edda Művek: Edda Művek 13. / Az Edda két arca
- East 17: Walthamstow
- 4 Non Blondes: Bigger, Better, Faster, More!
- Edda Művek: Edda Művek 13.
- Illés: Illés Népstadion ’90
- Iron Maiden: Fear of the Dark
- Katona Klári: Neked
- Kovács Kati: Forgószél
- Kovács Kati: A Kovács Kati
- Koós János: Kabaré sok slágerrel
- Kim Wilde: Love Is
- Kris Kross: Totally Krossed Out
- Napoleon Boulevard: Egyenlítői Magyar Afrika
- Nirvana: Incesticide
- No Doubt: No Doubt
- Madonna: Erotica
- Manhattan: Szállj fel még
- Mariah Carey: MTV Unplugged
- Motörhead: March ör Die
- Mike Oldfield: Tubular Bells II
- Nine Inch Nails: Broken
- Nofx: The Longest Line
- Nofx: White Trash, Two Heebs and a Bean
- Queen: Classic Queen
- Queen: Live at Wembley ’86
- Ricchi e Poveri: Allegro italiano
- R.E.M.: Automatic for the People
- Roger Waters: Amused to Death
- Roxette: Tourism
- Sade: Love Deluxe
- Snap!: The Madman's Return
- Sinéad O’Connor: Am I Not Your Girl?
- Szandi: I Love You Baby / Aranyos
- Pap Rita: Egyszer élünk / Kuckó mackó / Kuckó mackó 2. / Best Of...
- Tankcsapda: A legjobb méreg
- Tanita Tikaram: Eleven Kinds of Loneliness
- Take That: Take That & Party
- The Prodigy: Experience
- Thalía: Love
- TLC: Ooooh… on the TLC Tip
- Vanessa Paradis: Vanessa Paradis
- Vincze Lilla: Mámor
- Zoltán Erika: Mindent a szemnek

### 1992 a sportban
- február 8. – február 23. XVI. Téli olimpiai játékok Albertville, Franciaország, 64 ország részvételével.
- július 25. – augusztus 9. XXV. Nyári olimpiai játékok Barcelona, Spanyolország, 169 ország versenyzőivel.
- Nigel Mansell nyeri a Formula–1-es világbajnoki címet a Williams-Renault csapattal.
- A Ferencváros nyeri az NB1-et. Ez a klub 24. bajnoki címe.

### 1992 a televízióban
- Januárban elindul a TV1-en a Családi mozidélután a Disney-vel című műsor, valamint a Friderikusz Show
- Február 29-én elindul a TV2-n a Knight Rider sorozat.
- December 24-én megkezdi adását a Duna Televízió.

## Születések

### Január
- január 1.
  - Ho Ko-hszin kínai tornász
  - Jack Wilshere angol labdarúgó
  - Shane Duffy északír labdarúgó
- január 2. – Viktor Claesson svéd labdarúgó
- január 5.
  - Trent Sainsbury ausztrál labdarúgó
  - Afriyie Acquah ghánai labdarúgó
- január 7.
  - Edgaras Ulanovas litván kosárlabdázó
  - Kuhár Bence magyar humorista, youtuber
- január 8. – Koke spanyol labdarúgó
- január 10.
  - Šime Vrsaljko horvát labdarúgó
  - Christian Atsu ghánai labdarúgó († 2023)
- január 11.
  - Daniel Carvajal spanyol labdarúgó
  - Filip Bradarić horvát labdarúgó
- január 12.
  - Georgia May Jagger angol modell
  - Ishak Belfodil algériai labdarúgó
- január 13. – Santiago Arias kolumbiai labdarúgó
- január 14. – Robbie Brady ír labdarúgó
- január 15. – Maximiliano Meza argentin labdarúgó
- január 16. – Maja Keuc szlovén énekesnő
- január 17.
  - Szűcs Balázs magyar kosárlabdázó[7]
  - Nate Hartley amerikai színész
- január 18. – Vizi Dávid magyar színész
- január 19.
  - Logan Lerman amerikai színész
  - Mac Miller amerikai rapper
  - Shawn Johnson East amerikai olimpiai tornász
- január 22. – Vincent Aboubakar kameruni labdarúgó
- január 23. – Bucsánszki Linda magyar sportaerobik versenyző, testépítés-fitnesz edző, aerobik versenybíró, pszichológus
- január 24.
  - Becky Downie brit szertornás
  - Marko Dmitrović szerb labdarúgó
- január 26.
  - Sasha Banks amerikai pankrátornő
  - Marvin Plattenhardt svájci labdarúgó
- január 28. – Deák Nagy Marcell magyar atléta[8]
- január 30.
  - Tom Ince angol labdarúgó
  - Omar Gábir egyiptomi labdarúgó
- január 31. – Tyler Seguin kanadai jégkorongozó

### Február
- február 5.
  - Neymar brazil labdarúgó
  - I Dehun dél-koreai taekwondózó
  - Kejsi Tola albán énekesnő
  - Stefan de Vrij holland labdarúgó
- február 6. – Dodô brazil labdarúgó
- február 7.
  - Maimi Yajima japán énekesnő
  - Sergi Roberto spanyol labdarúgó
- február 8. – Fucsovics Márton magyar teniszjátékos
- február 9. – Avan Jogia kanadai színész
- február 11. – Taylor Lautner amerikai színész
- február 14.
  - Freddie Highmore angol színész
  - Christian Eriksen dán labdarúgó
- február 15.
  - Böczögő Dorina magyar tornász
  - Kristaps Zvejnieks lett alpesi síző
- február 17.
  - Meaghan Martin amerikai színész
  - Motaz Hawsawi szaúd-arábiai labdarúgó
- február 18.
  - Logan Miller amerikai színész
  - Le’Veon Bell amerikai futball játékos
- február 20.
  - Túróczy Örs magyar jégkorongozó
  - Nastassja Burnett olasz tenisz játékos
- február 21. – Phil Jones angol labdarúgó
- február 22. – Haris Seferović svájci labdarúgó
- február 23.
  - Samara Weaving ausztrál színésznő
  - Casemiro brazil labdarúgó
  - Nikoloz Basilashvili grúz teniszjátékos
- február 24. – Eric Arturo Medina panamai úszó
- február 25. – Szvoboda Bence magyar motokrosszversenyző († 2023)
- február 26.
  - Mikael Granlund finn jégkorongozó
  - Ai Shinozaki japán énekesnő
- február 27.
  - Artem Grigorjev orosz műkorcsolyázó
  - Filip Krajinović szerb teniszjátékos

### Március
- március 1. – Major Balázs magyar vízilabdázó
- március 2. – Maisie Richardson-Sellers angol színésznő
- március 3. – Timkó Norbert magyar kosárlabdázó[9]
- március 4.
  - Erik Lamela argentin labdarúgó
  - Jazmin Grace Grimaldi II. Albert monacói herceg lánya
  - Jared Sullinger amerikai kosárlabda játékos
- március 5. – Ruben Blommaert belga műkorcsolyázó
- március 6. – Momoko Tsugunaga japán énekes
- március 7. – Adányi Alex magyar színész, a Jóban Rosszban filmsorozat Révész Milánja.
- március 9.
  - Szecsődi Károly magyar énekes
  - María Eugenia Suárez argentin színésznő és énekesnő
- március 10. – Emily Osment amerikai színésznő és énekesnő
- március 13.
  - L dél-koreai énekes
  - Lucy Fry ausztrál színésznő
  - George MacKay angol színész
  - Kaya Scodelario angol színésznő és modell
- március 15. – Anna Shaffer angol színésznő
- március 17.
  - Eliza Bennett angol színésznő
  - John Boyega angol színész
  - Yeltsin Tejeda costa rica-i labdarúgó
  - Apostol Klaudia magyar politikus
- március 18. – Ferdzsání Szászí tunéziai labdarúgó
- március 19.
  - Korpos Gergő magyar jégkorongozó
  - Pongó Martin magyar kosárlabdázó[10]
- Lara Arruabarrena Vecino – spanyol teniszjátékos
- március 21.
  - Karolína Plíšková cseh teniszező
  - Jordi Amat spanyol labdarúgó
- március 22. – Jessie Andrews amerikai pornográf színésznő
- március 23.
  - Kyrie Irving amerikai-ausztrál kosárlabda játékos
  - Vanessa Morgan kanadai színésznő és énekesnő
- március 25. – Elizabeth Lail amerikai színésznő
- március 26.
  - Nagy Konrád rövid pályás gyorskorcsolyázó
  - Nina Agdal dán modell
  - Haley Ramm amerikai színésznő
- március 28.
  - Elena Bogdan román teniszező
  - Sergi Gómez spanyol labdarúgó
  - Harangozó Bence magyar öttusázó
- március 29.
  - Angyal Dániel magyar vízilabdázó
  - Chris Massoglia amerikai színész
- március 30. – Marc-André ter Stegen svájci labdarúgó
- március 31. – Atlanta Noo De Cadenet Taylor angol modell, divatikon, DJ

### Április
- április 1. – Szuj Lu kínai tornász
- április 3. – Julija Jefimova orosz úszónő
- április 4.
  - Alexa Nikolas amerikai színésznő
  - Christina Metaxa ciprusi énekes és dalszerző
- április 5. – Emmalyn Estrada kanadai énekes
- április 7.
  - Alexis Jordan amerikai énekesnő és színésznő
  - William Carvalho portugál labdarúgó
- április 8. – Mathew Ryan ausztrál labdarúgó
- április 10.
  - Daisy Ridley brit színésznő
  - Sadio Mané szenegáli labdarúgó
- április 11.
  - Gondos Flóra magyar műugró
  - Somorácz Tamás magyar kajakozó
  - Baracskai Roland magyar labdarúgó
- április 12. Chad le Clos dél-afrikai olimpiai úszó
- április 13.
  - Bernek Péter magyar úszó
  - Lukas Zemaitis litván kosárlabdázó
  - George North walesi rögbijátékos
- április 15.
  - Antonín Fantiš cseh labdarúgó
  - Amy Deasismont svéd popénekesnő
  - Richard Sandrak ukrán testépítő
  - John Guidetti svéd labdarúgó
  - Remo Freuler svájci labdarúgó
- április 16. – Sebestyén herceg Luxemburg hercege
- április 17.
  - Shkodran Mustafi német labdarúgó
- április 18. – Chloe Bennet amerikai színésznő és énekesnő
- április 19.
  - Morteza Pouraliganji iráni labdarúgó
  - Nick Pope angol labdarúgó
- április 20. – Kvak Tonghan dél-koreai cselgáncsozó
- április 21.
  - Teng Lin-lin kínai tornász
  - Isco spanyol labdarúgó
- április 24.
  - Rafaela Silva olimpiai- és világbajnok brazil cselgáncsozó
  - Doc Shaw amerikai színész és rapper
  - Laura Kenny angol kerékpáros
- április 27. – Allison Iraheta amerikai énekes
- április 30. – Marc-André ter Stegen német labdarúgó

### Május
- május 2. – Siklósi Örs magyar zenész, az AWS énekese († 2021)
- május 4.
  - Courtney Jines angol modell
  - Victor Oladipo amerikai kosárlabdázó és énekes
  - Grace Phipps amerikai színésznő és énekesnő
  - Ashley Rickards amerikai színésznő
- május 6.
  - Bödör Bence magyar kosárlabdázó[11]
  - Byun Baek-hyun dél-koreai énekes
  - Jonas Valančiūnas litván kosárlabda játékos
  - Uszami Takasi japán labdarúgó
- május 7.
  - Alexander Ludwig kanadai színész
  - Ryan Harrison amerikai teniszjátékos
- május 8.
  - Ana Mulvoy Ten angol színésznő
  - Olivia Culpo Miss Universe 2012 nyertese
- május 10. – Jake Zyrus filippínó énekes
- május 11.
  - Christina McHale amerikai tenisz játékos
  - Thibaut Courtois belga labdarúgó
- május 12.
  - Malcolm David Kelley amerikai színész
  - Erik Durm német labdarúgó
  - Wanda Rutkiewicz lengyel hegymászó (eltűnés dátuma)
- május 14. – Múnisz Dabúr izraeli labdarúgó
- május 18. – Spencer Breslin amerikai színész
- május 19.
  - Sam Smith brit soul énekes
  - Eleanor Tomlinson angol színésznő
  - Heather Watson brit tenisz játékos
- május 20.
  - Cate Campbell ausztrál úszónő
  - Václav Kadlec cseh labdarúgó
  - Jack Gleeson ír színész
  - Enes Kanter török kosárlabda játékos
  - Damir Džumhur bosnyák teniszjátékos
- május 21.
  - Hutch Dano amerikai színész
  - Olivia Olson amerikai színésznő és énekesnő
  - Doi Sóma japán labdarúgó
- május 22.
  - Vecsei Miklós színművész
  - Chinami Tokunaga japán énekes
- május 25.
  - Yasser Al-Shahrani szaúd-arábiai labdarúgó
  - Jón Daði Böðvarsson izlandi labdarúgó
- május 28.
  - Huang Csiu-suang kínai tornász
  - Sibaszaki Gaku japán labdarúgó
  - Tom Carroll angol labdarúgó
- május 29. – Gregg Sulkin brit színész
- május 30. – Harrison Barnes amerikai kosárlabda játékos

### Június
- június 1. – Csordás Szabolcs magyar labdarúgó
- június 3.
  - Mario Götze német labdarúgó
  - Dino Jelusić horvát énekes
  - Bacsa Patrik magyar labdarúgó
- június 6. – Hyuna dél-koreai táncos, énekes, modell, dizájner
- június 7.
  - Franka Batelić horvát énekesnő
  - Maizác Fanni magyar színésznő
- június 9. – Yannick Agnel francia olimpiai úszó
- június 10.
  - Kate Upton amerikai színésznő és modell
  - Kevin Crovetto monacói tornász
- június 11.
  - Eugene Simon angol színész
  - Julian Alaphilippe francia kerékpárversenyző
- június 12.
  - Allie DiMeco amerikai színésznő és zenész
  - Philippe Coutinho brazil labdarúgó
- június 14. – Daryl Sabara amerikai színész
- június 15. – Mohamed Szaláh egyiptomi labdarúgó
- június 19. – Szomolányi Máté magyar kajakozó
- június 21.
  - Pecz Réka magyar úszónő
  - Max Schneider amerikai színész
- június 23. – Bridget Sloan amerikai tornász
- június 24.
  - Vámos Márton magyar vízilabdázó
  - David Alaba osztrák labdarúgó
  - Raven Goodwin amerikai színésznő
  - Isaac Kiese Thelin svéd labdarúgó
- június 25. – Koen Casteels belga labdarúgó
- június 26.
  - Jennette McCurdy amerikai színésznő és énekesnő
  - Melanie Amaro amerikai énekesnő
  - Joel Campbell costa rica-i labdarúgó
- június 28. – Oscar Hiljemark svéd labdarúgó
- június 29.
  - Gary Gardner angol labdarúgó
  - Adam G. Sevani örmény-amerikai színész és táncos

### Július
- július 1. – Mia Malkova amerikai pornográf színésznő
- július 3.
  - Nathalia Ramos spanyol színésznő és énekesnő
  - Maasa Sudo japán énekesnő
- július 4.
  - Yuki Bhambri indiai teniszjátékos
  - Basim marokkói énekes
- július 7.
  - Toni Garrn német modell
  - José Izquierdo kolumbiai labdarúgó
- július 8.
  - Sky Ferreira amerikai énekesnő, dalszövegíró, modell és színész
  - Francisco Calvo costa rica-i labdarúgó
  - Szon Hungmin dél-koreai labdarúgó
- július 9. – Douglas Booth angol színész, modell
- július 11. – Mohamed en-Neni egyiptomi labdarúgó
- július 15.
  - Kuszumi Koharu japán énekesnő és színésznő
  - Porter Robinson amerikai DJ, zenész és zeneproducer
  - Mutó Josinori japán labdarúgó
- július 17. – Billie Lourd amerikai színésznő
- július 21.
  - Jessica Barden angol színésznő
  - Rachael Flatt amerikai műkorcsolyázó
- július 22.
  - Selena Gomez amerikai énekesnő és színésznő
  - Tennys Sandgren amerikai teniszjátékos
- július 23. – Danny Ings angol labdarúgó
- július 24.
  - Léo Westermann francia kosárlabdázó
  - Dionatan Teixeira brazil labdarúgó († 2017)
- július 27. – Josh Risdon ausztrál labdarúgó
- július 28.
  - George John Godolphin Spencer-Churchill, Blandford márkija
  - Spencer Boldman amerikai színész
- július 29. – Djibril Sidibé francia labdarúgó
- július 30. – Fabiano Caruana amerikai sakkozó
- július 31. – José Fernández kubai származású amerikai baseball-dobó († 2016)

### Augusztus
- augusztus 1.
  - Horváth Bence magyar kajakozó
  - Austin Rivers amerikai kosárlabda játékos
- augusztus 2.
  - Hallie Eisenberg amerikai színésznő
  - Charli XCX angol énekesnő
- augusztus 3.
  - Karlie Kloss amerikai modell
  - Jannik Vestergaard dán labdarúgó
- augusztus 4.
  - Dylan és Cole Sprouse amerikai színészek
  - Babos Ádám magyar tornász
  - Deutsch Bence magyar labdarúgó
- augusztus 8. – Josip Drmić svájci labdarúgó
- augusztus 9. – Burkely Duffield kanadai színész
- augusztus 10. – I Dzseszong dél-koreai labdarúgó
- augusztus 11. – Allisson Lozz mexikói színésznő és énekesnő
- augusztus 12. – Cara Delevingne brit modell
- augusztus 13. – Berkes Olivér magyar énekes, dalszerző
- augusztus 16.
  - Diego Schwartzman argentin tenisz játékos
  - Nicolas Kicker argentin tenisz játékos
- augusztus 17. – Paige (pankrátor) angol profi birkózó
- augusztus 18.
  - Elizabeth Beisel amerikai úszónő
  - Frances Bean Cobain amerikai vizuális művész
- augusztus 20.
  - Neslihan Atagül török színésznő
  - Demi Lovato amerikai énekesnő, színésznő
  - Alex Newell amerikai színész és énekes
- augusztus 21.
  - Haris Vučkić szlovén labdarúgó
  - Brad Kavanagh angol színész, énekes
  - RJ Mitte amerikai színész
  - Felipe Nasr brazil autóversenyző
  - Brad Kavanagh angol színész
  - Johan Mojica kolumbiai labdarúgó
- augusztus 25.
  - Miyabi Natsuyaki japán énekesnő
  - Ricardo Rodríguez svájci labdarúgó
- augusztus 26.
  - Joeline Möbius német tornász
  - Béres Bence rövid pályás gyorskorcsolyázó
  - Jang Jilin kínai szertornász
  - Léo Baptistão brazil labdarúgó
- augusztus 27.
  - Kim Petras német színésznő
  - Blake Jenner amerikai színész és énekes
- augusztus 28. – Bismack Biyombo kongói kosárlabda játékos
- augusztus 29. – Gömöri András Máté – műsorvezető, színész és sportoló
- augusztus 31. – Nicolás Tagliafico argentin labdarúgó

### Szeptember
- szeptember 4. – Siklósi Örs Lukács magyar zeneszerző, dalszövegíró, énekes, az AWS nevű modern metált játszó zenei formáció tagja
- szeptember 8. – Bernard Anício Caldeira Duarte brazil labdarúgó
- szeptember 9. – Damian McGinty ír énekes és színész
- szeptember 10.
  - Haley Ishimatsu amerikai műugró
  - Muhamed Bešić bosnyák labdarúgó
- szeptember 11. – María Gabriela de Faríavenezuelai színész és énekesnő
- szeptember 12. – Connor Franta amerikai Youtube személyiség és vállalkozó
- szeptember 14. – Zico dél-koreai rapper, dalszövegíró és producer
- szeptember 16.
  - Dobos Evelin magyar műsorvezető, gyerekszínész és filmszínész
  - Nick Jonas amerikai színész és énekes
- szeptember 18. – Amber Liu amerikai énekes
- szeptember 19. – Gavin Fink amerikai színész
- szeptember 20. – Səfurə Əlizadə azerbajdzsáni énekesnő, színésznő és szaxofonos
- szeptember 21.
  - Marija Muzicsuk ukrán sakk játékos
  - Chen dél-koreai énekes
- szeptember 22.
  - Philip Hindes brit kerékpáros
  - Alireza Beiranvand iráni labdarúgó
- szeptember 24. – Jack Sock amerikai tenisz játékos
- szeptember 25. – Massimo Luongo ausztrál labdarúgó
- szeptember 27.
  - Granit Xhaka svájci labdarúgó
  - Luc Castaignos holland labdarúgó
- szeptember 28.
  - Rolandas Jakstas litván kosárlabda játékos
  - Skye McCole Bartusiak amerikai színésznő († 2014)
  - Keir Gilchrist kanadai színész
  - Kōko Tsurumi japán szertornász
- szeptember 30.
  - Ezra Miller amerikai színész
  - MarcoCecchinato olasz teniszjátékos

### Október
- október 2.
  - Valentin Tanner svájci curlingjátékos
  - Alisson Becker brazil labdarúgó
- október 5. – Lais Ribeiro brazil modell
- október 9. – Tyler James Williams amerikai színész
- október 10.
  - Gabrielle Aplin angol énekesnő és dalszövegíró
  - Dzsano Ananidze grúz labdarúgó
- október 11.
  - Cardi B rapper, dalszövegíró és színésznő
  - Jean-Daniel Akpa-Akpro elefántcsontparti labdarúgó
- október 12. – Josh Hutcherson amerikai színész
- október 14.
  - Savannah Outen amerikai énekesnő
  - Ahmed Musa nigériai labdarúgó
- október 15. – Vincent Martella amerikai színész és énekes
- október 16.
  - Lukas Sembera cseh motorversenyző
  - Bryce Harper amerikai baseball játékos
- október 17. – Jacob Artist amerikai színész, énekes és táncos
- október 20.
  - Kszenia Szemenova orosz tornász
  - Kristian Ipsen amerikai műugró
  - Mattia De Sciglio olasz labdarúgó
- október 22. – Sofia Vassilieva amerikai színésznő
- október 23. – Álvaro Morata spanyol labdarúgó
- október 27.
  - Stephan El Shaarawy olasz labdarúgó
  - Brandon Saad amerikai jégkorongozó
- október 28. – Maria Borges angol modell
- október 30. – Vanessa Marano amerikai színésznő

### November
- november 1. – Filip Kostić szerb labdarúgó
- november 5. – Marco Verratti olasz labdarúgó
- november 6. – Anasztaszija Koval ukrán tornász
- november 10.
  - Wilfried Zaha angol labdarúgó
  - Dimitri Petratos ausztrál labdarúgó
- november 15. – Minami Minegishi japán énekesnő és színésznő
- november 16. – Marcelo Brozović horvát labdarúgó
- november 18. – Nathan Kress amerikai színésznő
- november 21.
  - Conor Maynard angol énekes
  - Mireia Lalaguna spanyol színésznő, modell és a Miss World 2015 győztese
- november 23.
  - Miley Cyrus amerikai énekesnő, színésznő
  - Gabriel Landeskog svéd jégkorongozó
- november 25. – Ana Bogdan román tenisz játékos
- november 27. – Park Chanyeol dél-koreai énekes
- november 28. – Adam Hicks amerikai színész
- november 29. – David Lambert amerikai színész

### December
- december 1. – Gary Payton II amerikai kosárlabdázó
- december 8. – Katie Stevens amerikai énekesnő
- december 11.
  - Tiffany Alvord amerikai énekesnő
  - Malcolm Brogdon amerikai kosárlabdázó
  - Sódzsi Gen japán labdarúgó
- december 12.
  - Csen Zso-lin olimpiai bajnok kínai műugró
  - Douwe Bob holland énekes és dalszerző
- december 14.
  - Tori Kelly amerikai énekesnő és dalszövegíró
  - Mijaicsi Rjó japán labdarúgó
- december 15. – Jesse Lingard angol labdarúgó
- december 16. – Tom Rogić ausztrál labdarúgó
- december 17. – Andrew Nabbout ausztrál labdarúgás
- december 18. – Bridgit Mendler amerikai énekesnő, színésznő és dalszövegíró
- december 23. – Spencer Daniels amerikai színész
- december 24. – Serge Aurier elefántcsontparti labdarúgó
- december 25. – Ogenyi Onazi nigériai labdarúgó
- december 28. – Lara van Ruijven világbajnok holland rövidpályás gyorskorcsolyázó († 2020)

## Nobel-díjak
| Fizikai            | Georges Charpak lengyel születésű francia bányamérnök, atomfizikus               |
| Kémiai             | Rudolph Marcus amerikai kémikus                                                  |
| Orvosi-fiziológiai | Edmond H. Fischer svájci-amerikai mikrobiológus és Edwin G. Krebs amerikai orvos |
| Irodalmi           | Derek Walcott Saint Lucia-i író                                                  |
| Béke               | Rigoberta Menchú Tum guatemalai békeharcos                                       |
| Közgazdasági       | Gary S. Becker közgazdász                                                        |